# EComStation
eComStation, o eCS, è un sistema operativo basato su OS/2, sviluppato da Serenity Systems. Comprende una serie di aggiunte e di software non presenti nella versione originale di IBM.

## Storia

### Origini
Quando divenne chiaro che IBM non avrebbe più distribuito alcuna nuova versione del sistema operativo client OS/2 Warp dopo la versione 4 del 1996, gli utenti iniziarono a prendere in considerazione delle alternative. IBM ha fornito una versione definitiva di OS/2 edizione server, IBM OS/2 Warp Server per l'e-Business o WSeB, internamente denominata versione 4.5. IBM ha inoltre proseguito l'aggiornamento del client e server, quindi è stato proposto dal CEO di Serenity Systems, che una società OEM può e deve creare il proprio client, utilizzando l'attuale client OS/2 di IBM con dei miglioramenti e perfezionandolo, ove necessario. Ma Serenity, come business partner IBM, aveva fatto una cosa simile con OS/2-based applicazioni verticali come i Managed Client Serenity, una rapida implementazione sistema operativo basato su area di lavoro on-demand, ed eComStation Server, un server gestito sulla base di WSeB. L'OS/2, il produttore di software Stardock aveva fatto una tale proposta a IBM nel 1999, ma non è stato seguito attraverso la società.
Successivamente, Serenity, in combinato disposto con Kim Cheung di Sistemi Touchvoice, crea il 2000/04/29 un gruppo di discussione al fine di discutere della comunità OS/2 è l'interesse in un "Managed Client nuovo per l'eBusiness utilizzando componenti di WSeB" chiamati eComStation per sostituire quello basato sulla wod, l'idea è stata portata fino a creare anche un non avvio remoto client - nuovo - in effetti una versione OEM del client OS/2. Sebbene la risposta iniziale di Serenity al suggerimento di una fitta clientela è stata negativa, la risposta è stata abbastanza positiva dalla comunità e da IBM per sbloccare la situazione, e solo pochi mesi dopo la prima anteprima di eCS è stata pubblicata.

### Stato attuale
eComStation è attualmente sviluppato da IBM, Serenity, Mensys e varie aziende di terze parti.

### Versioni sviluppate
- 29/09/2000 - eComStation Anteprima
- 10/07/2001 - eComStation 1,0
- 18/04/2003 - eComStation 1,1
- 12/08/2004 - eComStation 1,2
- 04/11/2005 - eComStation 1.2R (refresh media)
- 04/07/2008 - eComStation 2,0 RC5
- 06/12/2008 - eComStation 2,0 RC6
- 11/08/2009 - eComStation 2,0 RC7 Silver
- 15/05/2010 - eComStation 2,0 GA
- 20/11/2011 - eComStation 2,1
- eComStation 2,2 beta

## Software Open Source
eComStation è inoltre integrato da diverse applicazioni Open Source che sono incluse nel programma di installazione:
- XWorkplace che è Workplace Shell software di ottimizzazione con licenza GNU GPL License
- Mozilla Firefox
- Mozilla Thunderbird
- WarpIn, un installer general-purpose Open source sotto licenza GNU GPL.
- PM VNC Server, un software di controllo remoto.
- Doodle Screen Saver, un Workplace Shell screen saver sotto licenza GNU GPL.
- NewView, un lettore di documentazione per i file .Inf che sostituisce VIEW.EXE.

## Software disponibile per eComStation
eComStation è in grado di eseguire tutti i programmi scritti per OS/2 e DOS senza dover essere ricompilati.
I seguenti pacchetti open-source sono disponibili per eComStation e sono attivamente mantenuti:
- GCC-Compiler (versione 4.4.x)
- Open-Watcom-Compiler (versione 1.8)
- prodotti di Mozilla:
  - Firefox (versioni 3.5.x, 3.6.x, 4.0 beta)
  - Thunderbird (versioni 3.xx)
  - Firefox (versione 2.xx)
- Samba Server basato su
  - Samba versione 3.0.x (stabile)
  - Samba versione 3.3.x (stabile)
- Samba versione 3.5.x (il port è attualmente testato)
- Samba client basato su
  - Samba versione 3.0.x (stabile)
  - Samba versione 3.3.x (il port è attualmente testato)
- GhostScript (9,0)
- CUPS
- OpenOffice (costantemente aggiornato)
- VirtualBox chiamato anche Vbox/2
- Qt (versione 4.6.2) - e decine di applicazioni basate su di esso
- MPlayer (compreso il front-end basato su SMplayer Qt)

## Versioni
- Demo, unica versione gratuita
- Server Edition, basata su IBM OS/2 Warp Server per l'e-business.
- Home Edition
- Student Edition

## Requisiti hardware
Le specifiche minime per un sistema che esegue eComStation sono elencati nella tabella seguente.
| Processore          | Intel Pentium 133 MHz or equivalent (including Intel Celeron, PIII, P4 and AMD K6, Athlon and Duron processors) |
| Memoria (RAM)       | 160 MB (absolute minimum required for installation from CD)                                                     |
| Scheda video        | VGA video card with at least 512 kB memory.                                                                     |
| HDD (Spazio Libero) | 500 MB of available disk space                                                                                  |
| Optical drive       | CD-ROM Drive - IDE or SCSI CD-ROM drive                                                                         |
| Mouse               | Any PS/2, serial or USB mouse                                                                                   |